# Littérature équatoguinéenne

Situation de la Guinée équatoriale en Afrique

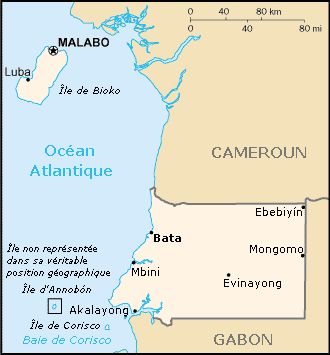
Carte de la Guinée équatoriale

De 1778 à 1968, la Guinée équatoriale (peuplée d'environ 1 500 000 habitants en 2024, hors diasporas) a été la seule colonie espagnole d’Afrique subsaharienne. Il s’y est développé une littérature en espagnol qui s’est maintenue jusqu'à nos jours, cas unique en Afrique.
La littérature équatoguinéenne s'écrit en espagnol.
Mbaré Ngom Fayé, professeur de littérature à l’université d'État Morgan de Baltimore aux États-Unis, n’a pas trouvé la moindre référence à des écrivains équatoguinéens dans les 30 anthologies de littérature hispanique publiées entre 1979 et 1991. La même remarque vaut pour les anthologies de littératures africaines en langues européennes publiées dans les années 1980, y compris dans des revues spécialisées telles que Research in African Literatures, African Literature Today, Présence africaine ou encore le Canadian Journal of African Studies. Cette situation a commencé à changer vers la fin des années 1990 avec la publication d’une monographie dans la revue Afro-Hispanic Review et l’organisation d’un congrès consacré à L’Espagne en Afrique et en Amérique latine : l’autre visage de l’hispanisme littéraire à l’université du Missouri à Columbia (États-Unis) en mai 1999, ainsi que des premières Rencontres d’écrivains africains de langue espagnole à Murcie (Espagne) du 27 au 29 novembre 2000.

## Antécédents
Les premières références à l’Afrique (sud-saharienne) dans la littérature européenne remontent au XVe siècle, époque des explorations portugaises et espagnoles dans l’océan Atlantique. Les premiers textes, datant de l’exploration et de la conquête, sont des récits de voyage, des mémoires, des chroniques et des rapports.
La seconde période, celle de l’occupation et de l’exploitation, est caractérisée par la littérature coloniale qui prend pour thème central l’Afrique et sa nature « sauvage ». Les protagonistes, presque toujours des Blancs idéalisés, ont une vision paternaliste et négative des Africains, lesquels sont systématiquement représentés comme des êtres inférieurs. Ces romans sont destinés non à un public local, mais au public de la métropole, et ils s’inscrivent dans la justification idéologique du fait colonial. Carlos González Echegaray les classe en quatre types : la littérature de voyage, le roman-prétexte, le roman-missionnaire et la littérature missionnaire.

## Premiers pas
Les débuts de la littérature équatoguinéenne en espagnol sont liés à la revue missionnaire La Guinea Española des Fils du Cœur Immaculé de Marie du séminaire de Banapá, sur l’île de Bioko (ex « Fernando Póo »). La revue, dont le premier numéro date de 1903, est profondément colonialiste et s’adresse à un public européen. Les écrivains équatoguinéens n’y ont pas leur place. Toutefois, à partir de 1947, une nouvelle rubrique intitulée Histoires et contes publie des contes et des fables locales afin de « les perpétuer et de les divulguer » et de mieux connaître les peuples de Guinée équatoriale pour mieux les « civiliser ». Cette initiative permet aux étudiants équatoguinéens du séminaire, en écrivant dans la revue, de se dégager peu à peu de la simple transcription des traditions orales transmises par les griots (djéli) et de jouer un rôle de passeurs entre la tradition orale africaine et la tradition écrite occidentale. C’est à ce groupe qu'appartiennent des auteurs comme Esteban Bualo, Andrés Ikuga Ebombombe et Constantino Ocha’a, dont les œuvres demeurent certes marquées par un fort contenu ethnographique, mais reflètent déjà une littérature originale.
Le premier roman équatoguinéen, œuvre de Leoncio Evita Enoy (né à Udubuandyola, près de Bata (Guinée équatoriale) en 1929) est publié en 1953 et s’intitule Cuando los combes luchaban. Il porte en sous-titre Roman de mœurs de la Guinée espagnole. L’action se déroule dans le Río Muni, au sein de l’ethnie combé ou ndôwé, dont l’auteur est originaire, et se situe à l’époque pré-coloniale. Le personnage principal est un missionnaire protestant blanc ; l’histoire est raconté de son point de vue, ce qui permet à l’auteur d’opposer à plusieurs reprises la « civilisation » européenne à la « sauvagerie » des coutumes africaines, expliquées avec force détails. Ce rejet par l’auteur de son identité propre, qui le place dans le cadre de la littérature dite de consentement, est utilisé à profusion par les autorités coloniales espagnoles comme exemple de l’action « civilisatrice » de la colonisation en Afrique.
En 1962 paraît le deuxième roman équatoguinéen, Una lanza por el Boabí, de Daniel Jones Mathama (né à San Carlos en 1913). Le protagoniste, un certain Gué, est un Africain qui relate dans le roman l’histoire de sa vie, ce qui donne au roman un caractère autobiographique. Ainsi le père de Gué, Boabí, est-il fortement inspiré de Maximiliano C. Jones, le père de l’auteur, autorité locale affectée au gouvernement colonial. L’action situe l’enfance de Gué sur l’île de Fernando Poo, puis son départ pour l’Espagne et son retour en Guinée après la mort de son père. Le livre est extrêmement intéressant du point de vue ethnographique, car il décrit en détail les coutumes des Bubis, principal peuple de l’île de Bioko. L’on peut également ranger Daniel Jones Mathama dans la catégorie de la littérature de consentement : Boabí est l’exemple parfait du roitelet nègre « civilisé » par le contact avec les colonisateurs, « c’est un devoir imprescritible de proclamer partout le grand œuvre accompli par l’Espagne sur cette île ».
Entre 1962 et 1968, date de l’indépendance de la Guinée équatoriale, aucune œuvre notable n’est à signaler mais quelques auteurs continuent à publier des récits, des légendes et des écrits ethnographiques dans des revues : Marcelo Asitencia Ndongo Mba, Constantino Ocha’a, Angel Nguema, Rafael María Nzé et Francisco Obiang.
À la différence d’autres littératures africaines, dans la littérature équatoguinéenne, il n'existe pas d’œuvre anticoloniale ou de combat. De même, la poésie ne joue pas de rôle important. Les auteurs équatoguinéens de l’époque ont pour objectif d’être lus par le public de la métropole et non par un public africain.

## Indépendance et exil
Les débuts de la littérature de la jeune nation ont été étouffés dans l’œuf lorsque Francisco Macías Nguema, quelques mois seulement après avoir été élu démocratiquement, instaure un régime « afro-fasciste » de la variante « ngemiste », pour reprendre l’appellation de l’historien Max Liniger-Goumaz. Ce régime de terreur se traduit par l’exil d’un tiers de la population équatoguinéenne vers des pays voisins et vers l’Espagne au milieu des années 1970. L’écrivain Juan Balboa Boneke appelle ces exilés « la génération perdue ».
Madrid et les autres endroits où s’installe la diaspora équatoguinéenne sont des lieux étrangers, voire hostiles. Cette situation se reflète dans la littérature. Madrid n’a jamais joué le rôle qu'a joué Paris pour les écrivains des années 1930, n’a apporté aucun soutien à la création et n’a pas contribué à faire connaître la tragédie équatoguinéenne. Les écrivains de l’époque faisaient circuler des feuilles volantes, des carnets ou des cahiers dans des circuits marginaux ou dans des revues et des bulletins aux tirages confidentiels édités par les réfugiés. C’est la raison pour laquelle cette littérature n’est parvenue ni au public équatoguinéen, ni au public espagnol. Ce type d’écrits est généralement caractérisé par un certain lyrisme et un discours abrupt, comme le montre le poème Vamos a matar al tirano de Francisco Zamora Loboch, voire parfois nostalgique de la patrie lointaine, comme le poème Où es-tu, Guinée ? de Juan Balboa Boneke. 
La littérature de l’exil a également eu ses représentants : El sueño (Le rêve) et La travesía (La traversée) de Donato Ndongo-Bidyogo (né à Niefang, Rio Muni, en 1950), La última carta del Padre Fulgencio Abad, C.M.F. (La dernière lettre du Père Fulgencio Abad) de Maplal Loboch (1912-1976) et Bea, de Francisco Zamora Loboch (né à Santa Isabel en 1947). Tous ces récits s’articulent autour des déplacements, à la fois spatiaux et spirituels, du protagoniste, et se rattachent à l’histoire du continent africain d’avant les indépendances.
L’on assiste enfin à l’émergence de l’essai, centré sur la situation politique de la Guinée équatoriale et la tragédie de son peuple. L’on peut citer à ce propos Histoire et tragédie de la Guinée équatoriale (1977), de Donato Ndongo-Bidyogo, et Où es-tu, Guinée ? de Juan Balboa Boneke.
Raquel Ilonbé (en) (Corisco, vers 1938-1992), pseudonyme de Raquel del Pozo Epita, de mère équatoguinéenne et de père espagnol, est une exception au sein de ce mouvement. Elle quitte la Guinée équatoriale alors qu’elle n’a que quelques mois, grandit en Espagne et ne retourne dans son pays natal qu’après son mariage afin d’y chercher ses racines. Son recueil de poèmes, Ceiba, écrit entre 1966 et 1978, est marqué par la recherche de cette identité et non par les bouleversements liés à l’exil ou par une souffrance personnelle.

## Depuis 1979
Après le renversement de Macías Nguema en 1979 par son neveu, Teodoro Obiang (toujours au pouvoir en 2023, par élections), la culture du pays entreprend une lente renaissance.

### De 1981 à 1984
Le professeur Mbaré Ngom Fayé divise cette période en deux sous-parties. La première commence en 1981 avec la publication de Leyendas guineanas (Légendes guinéennes) de Raquel Ilonbé (en) (1938-1992), premier livre pour enfants. L’auteure a parcouru les lieux les plus reculés du pays afin de rassembler les matériaux qui lui ont permis de rédiger les huit légendes qui composent ce recueil. 
À cette époque appartiennent également O Boriba (L’exilé, 1982) et Susurros y pensamientos comentados : Desde mi vidriera (1983), deux ouvrages de Juan Balboa Boneke (en) (1938-2014). Ces deux recueils de poèmes mêlent fréquemment à l’espagnol des mots en bôhôbé (bubi), langue maternelle de l’auteur. Certains poèmes sont même entièrement rédigés dans cette langue. L’un comme l’autre traitent de l’exil et de la souffrance du peuple bôhôbé persécuté par le nguémisme.
Cette première période s’achève avec l’Anthologie de la littérature équato-guinéenne (1985) de Donato Ndongo-Bidyogo (en) (1950-). La première anthologie de ce genre réunit le meilleur de la création littéraire équatoguinéenne, poésie ou prose, publié ou non, incluant de nombreux auteurs qui n’ont plus publié depuis lors, ainsi que la seule femme, Raquel Ilonbé.

### De 1984 à nos jours
La deuxième période de la renaissance littéraire équatoguinéenne est liée à la création, en 1982, du Centre culturel hispano-guinéen à Malabo, la capitale. Le Centre dispose d’une bibliothèque et organise de nombreuses activités culturelles. Il édite une revue trimestrielle, África 2000, consacrée à des thèmes culturels, et possède sa propre maison d’édition, les Ediciones del Centro Cultural Hispano-Guineano, qui publie des écrivains équatoguinéens consacrés ou débutants. Parmi les titres publiés, l’on citera pour la prose El amigo fiel (L’ami fidèle) d’Ana Lourdes Sohora, publié en 1987, Afén, la cabrita reina (Afén, la petite chèvre reine) (1989) et La última lección del venerable Emaga Ela (La dernière leçon du vénérable Emaga Ela, 1991), deux romans d’Antimo Esono (ca) Ndongo (1954-1996), et enfin Boote-Chiba (1990) de Pedro Cristino Bueriberi. En poésie, l’on retiendra Gritos de libertad y de esperanza (Cris de liberté et d’espoir, 1987) d’Anacleto Oló Mibuy, et Delirios (Délires, 1991) de María Nsué Angüe.
Les auteurs appartenant à cette seconde période traitent de thèmes liés d’une manière ou d’une autre à leur vie propre, laquelle est souvent réinterprétée pour présenter la réalité équatoguinéenne de manière symbolique.
En 1985 paraît Ekomo, de María Nsué Angüe (1945-), premier roman écrit par une femme équatoguinéenne. Le récit est centré sur Nnanga, une femme noire, mais il est rédigé du point de vue d’un homme, Ekomo, une feinte qui donne à l’auteure une plus grande liberté pour critiquer le monde patriarcal de l’Afrique postcoloniale. Nnanga, prise entre un passé chargé de tradition et d’oppression contre les femmes et un avenir prometteur, se cherche une identité.
La même année, Juan Balboa Boneke (en) (1938-2014) publie un roman intitulé El reencuentro. El retorno del exiliado (Les retrouvailles. Le retour de l’exilé). Ce roman en partie autobiographique relate le retour du personnage principal en Guinée équatoriale après onze ans d’exil en Espagne. Il décrit les attentes et la bonne volonté du héros qui rentre au pays pour aider à la reconstruction. Le roman s’achève sur le retour - volontaire - du héros en Espagne.
Ciriaco Bokesa (1939-) publie en 1987 Voces de espuma (Voix d’écume), auteur du « premier recueil de poèmes écrit sur le sol équato-guinéen par un écrivain équato-guinéen ». Ses poèmes expriment la souffrance et le silence de l’auteur et comportent des réflexions personnelles sur la poésie. La même année, Juan Balboa Boneke publie sa première anthologie poétique, Sueños en mi selva (Rêves dans ma jungle). Balboa Boneke réussit, en présentant la souffrance de son pays, à transcender le localisme qui caractérisait jusque-là la poésie équatoguinéenne. 
En 1987 parait Las tinieblas de tu memoria negra (Les ténèbres de ta mémoire noire), roman de Donato Ndongo-Bidyogo (en) (1950-) à caractère autobiographique, bien que l’auteur le considère comme l’autobiographie de toute une génération. L’histoire est celle d’un enfant du Río Muni à la fin de la colonisation espagnole. Le regard innocent de l’enfant permet à l’auteur une vision ironique et mordante des contradictions du régime colonial.

## Autres langues
Parmi les langues en Guinée équatoriale autres que l'espagnol, certaines développent une littérature : fang, bubi, crioulo...
- Littérature en fang, site ELLAF

## Écrivains équatoguinéens contemporains

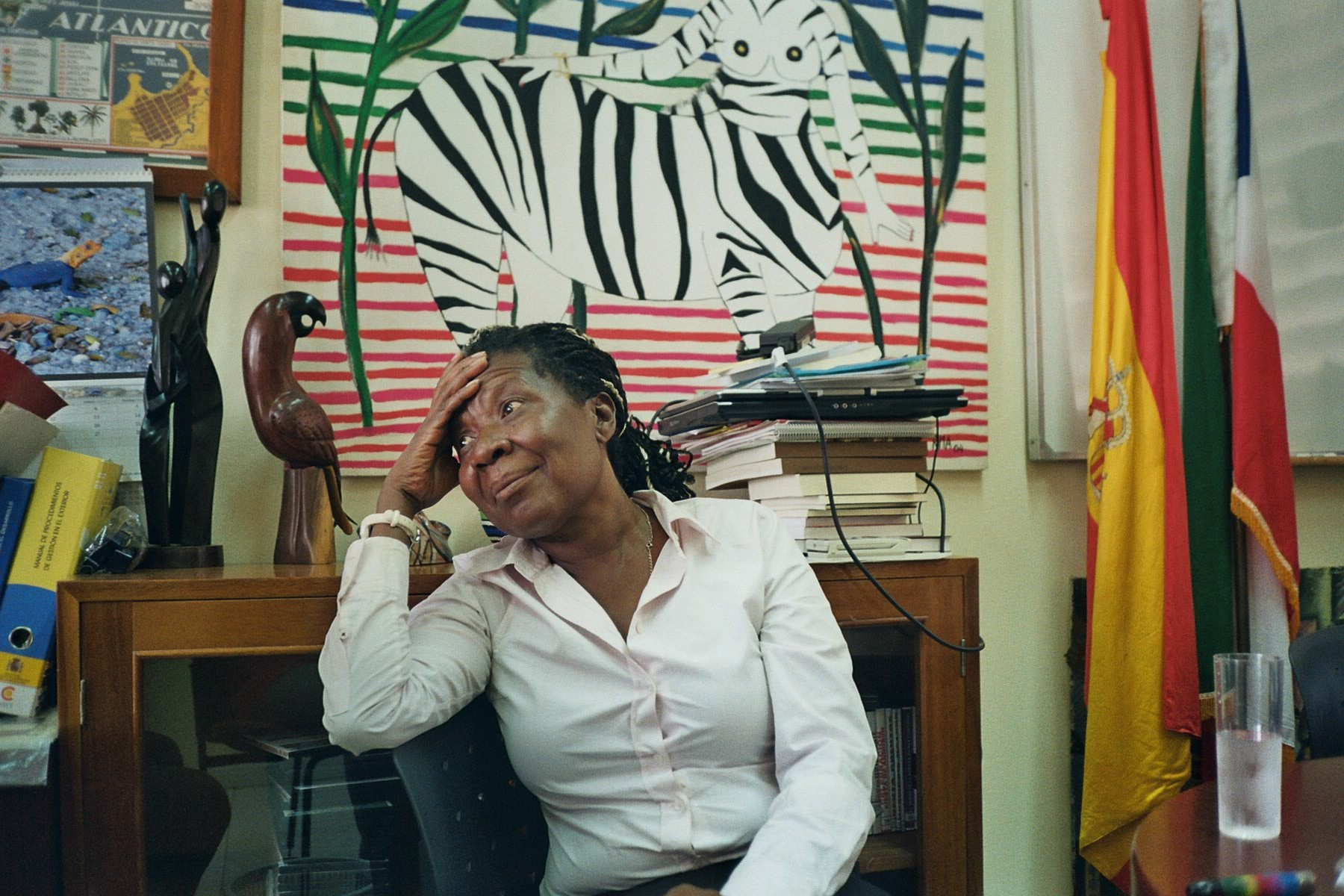
María Nsué Angüe (1945-2017)
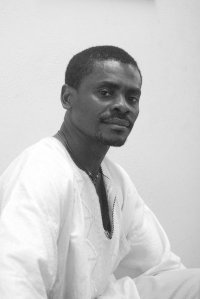
Juan Tomás Ávila Laurel (1966-)
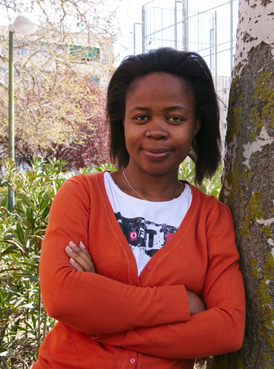
Melibea Obono (1982-)

### 1900
- Maplal Loboch (1912-1976), La última carta del Padre Fulgencio Abad (La dernière lettre du Père Fulgencio Abad)
- Daniel Jones Mathama (1913-?), Una lanza por el Boabí (1962)
- Leoncio Evita Enoy (1929-1996), Cuando los combes luchaban (1953)

### 1930
- Trinidad Morgades Besari (1931-2019)
- Juan Balboa Boneke (es) (1938-2014) [3], Où es-tu, Guinée ? (1978), O Boriba (El exiliado) (1982), El reencuentro. El retorno del exiliado (Les retrouvailles. Le retour de l’exilé, 1985), Sueños en mi selva (Rêves dans ma jungle, 1987)
- Raquel Ilonbé (es) (1938-1992, Raquel del Pozo Epita), Ceiba
- Ciriaco Bokesa (1939-), Voces de espuma (Voix d’écume, 1987)

### 1940
- Adolfo Obiang Bikó (es) (1940-), écrivain, homme politique
- Constantino Ocha’a Mve Bengobesama (es) (1943-1991), Tradiciones del pueblo fang (1981)
- Elsa López (es) (1943-)
- María Nsué Angüe (1945-2017), poétesse, romancière, Ekomo (1985), Delirios (Délires, 1991)
- Cruz Melchor Eya Nchama (es) (1945-), juge, écrivain
- Francisco Zamora Loboch (1947-), journaliste, essayiste, poète, romancier, Vamos a matar al tirano, Cómo ser negro y no morir en Aravaca (1994), Memoria de laberintos (1999), Desde el viyil y otras crónicas (2008), Conspiración en el green (2009), Bea
- Julián-Bibang Bibang Oyee (es) (1948-), linguiste
- Anacleto Olo Mibuy (1948-), poète, Gritos de libertad y de esperanza (Cris de liberté et d’espoir, 1987)

### 1950
- Donato Ndongo-Bidyogo (es) (1950-), journaliste, homme politique, Antología de la literatura guineana (1984), El sueño (Le rêve), La travesía (La traversée), Histoire et tragédie de la Guinée équatoriale (1977), Las tinieblas de tu memoria negra (Les ténèbres de ta mémoire noire, 1987)
- Remei Sipi Mayo (1952-)
- Antimo Esono (es) Ndongo (1954-1996), philologue, écrivain, Afén, la cabrita reina (Afén, la petite chèvre reine, 1989), La última lección del venerable Emaga Ela (La dernière leçon du vénérable Emaga Ela, 1991)
- Emiliano Buale Borikó (es) (1954-2014), intellectuel, homme politique, écrivain
- José Eneme Oyono (es) (1954-), médecin, écrivain
- Justo Bolekia (es) (1954-), philologue, poète et romancier
- Marcelo Ndong (es) (1955-), acteur, écrivain
- Joaquín Mbomío Bacheng (es) (1956-), journaliste, écrivain

### 1960
- Paloma del Sol (es) (1960-)
- Juan Tomás Ávila Laurel (1966-)

### 1970
- Angela Nzambi (1971-)
- Maximiliano Nkogo Esono (1972-)
- Ramón Esono Ebalé (1977-), illustrateur, animateur, blogueur

### 1980
- Melibea Obono (1982-)
- Guillermina Mekuy (es) (1982-)
- Edjanga Jones Ndjoli (1982-), Heredarás la tierra (Vous hériterez de la terre, 2016)[4]
- Asaari Bibang (es) (1985-)

### sans dates
- Mercedes Jora (sd, ?)
- Gerardo Behori (sd), poète, universitaire
- Juan Manuel Jones Costa (sd, ?)
- A. Jerónimo Rope Nomabá (sd, ?)
- Ana Lourdes Sohora (sd), El amigo fiel (1987)
- Pedro Cristino Bueriberi (sd), Boote-Chiba (1990)
- Marcelo Asitencia Ndongo Mba, Constantino Ocha’a, Angel Nguema, Rafael María Nzé, Francisco Obiang...